# Мішель-Анж Баліквіша
Мішель-Анж Баліквіша (фр. Michel-Ange Balikwisha, нар. 10 травня 2001, Андерлехт) — бельгійський футболіст, нападник клубу «Антверпен».
Виступав, зокрема, за клуб «Стандард» (Льєж), а також молодіжну збірну Бельгії.
Володар Кубка Бельгії. Чемпіон Бельгії. Володар Суперкубка Бельгії.

## Клубна кар'єра
Народився 10 травня 2001 року в місті Андерлехт. Вихованець юнацьких команд футбольних клубів «Андерлехт» та «Стандард» (Льєж).
У дорослому футболі дебютував 2020 року виступами за команду «Стандард» (Льєж), в якій провів один сезон, взявши участь у 32 матчах чемпіонату. Більшість часу, проведеного у складі «Стандарда», був основним гравцем атакувальної ланки команди.
До складу клубу «Антверпен» приєднався 2021 року. Станом на 2 листопада 2023 року відіграв за команду з Антверпена 77 матчів в національному чемпіонаті.

## Виступи за збірні
У 2017 році дебютував у складі юнацької збірної Бельгії (U-16), загалом на юнацькому рівні взяв участь у 13 іграх, відзначившись 2 забитими голами.
З 2021 року залучався до складу молодіжної збірної Бельгії. На молодіжному рівні зіграв у 7 офіційних матчах, забив 1 гол.

## Статистика виступів

### Статистика клубних виступів
| Сезон             | Команда           | Чемпіонат         | Чемпіонат | Чемпіонат | Національний кубок | Національний кубок | Національний кубок | Континентальні кубки | Континентальні кубки | Континентальні кубки | Інші змагання | Інші змагання | Інші змагання | Усього | Усього | Усього |
| Сезон             | Команда           | Ліга              | Ігор      | Голів     | Ліга               | Ігор               | Голів              | Ліга                 | Ігор                 | Голів                | Ліга          | Ігор          | Голів         | Ігор   | Голів  |        |
| ----------------- | ----------------- | ----------------- | --------- | --------- | ------------------ | ------------------ | ------------------ | -------------------- | -------------------- | -------------------- | ------------- | ------------- | ------------- | ------ | ------ | ------ |
| 2020–21           | «Стандард» (Льєж) | Д1                | 32        | 9         | КБ                 | 2                  | 0                  | ЛЄ                   | 6                    | 0                    |               | -             | -             | 40     | 9      |        |
| 2021–22           | «Антверпен»       | Д1                | 32        | 4         | КБ                 | 1                  | 0                  | ЛЄ                   | 5                    | 1                    |               | -             | -             | 38     | 5      |        |
| 2022–23           | «Антверпен»       | ПЛ                | 26        | 5         | КБ                 | 4                  | 1                  | ЛК                   | 4                    | 1                    |               | -             | -             | 34     | 7      |        |
| Усього за Anversa | Усього за Anversa | Усього за Anversa | 58        | 9         |                    | 5                  | 1                  |                      | 9                    | 2                    |               | -             | -             | 72     | 12     |        |
| Усього за кар'єру | Усього за кар'єру | Усього за кар'єру | 90        | 18        |                    | 7                  | 1                  |                      | 15                   | 2                    |               | -             | -             | 112    | 21     |        |

## Титули і досягнення
- Чемпіон Бельгії (1):

«Антверпен»: 2022-2023
- Володар Кубка Бельгії (1):

«Антверпен»: 2022-2023
- Володар Суперкубка Бельгії (1):

«Антверпен»: 2023